# Galagete protozona
Galagete protozona is een vlinder uit de familie van de dominomotten (Autostichidae). De wetenschappelijke naam van de soort is voor het eerst geldig gepubliceerd in 1926 door Meyrick als Gelechia protozona. De soort werd door Landry in 2002 als typesoort voor het geslacht Galagete aangemerkt. De soort is endemisch op de Galapagoseilanden.